# I Spoke
I Spoke to kanadyjski zespół screamo istniejący od lipca 2002 do maja 2005. Grupa została założona w Streetsville (Mississauga), później przeniosła się do Toronto. Dwie pierwsze płyty grupy zostały nagrane z udziałem pierwszego wokalisty zespołu, Theo. Na przełomie 2003 i 2004 jego rolę przejęła wokalistka Leah. 19 sierpnia 2005 zespół zagrał swój pożegnalny koncert. Obecnie Chris W. oraz Leah prowadzą własną wytwórnię płytową, The Culture Industry Records.

## Członkowie
- Chris Woodford - gitara (lipiec 2002 - maj 2005)
- Scott - perkusja (lipiec 2002 - maj 2005)
- Ryan Maclean - bass (wrzesień 2004 - maj 2005)
- Leah G. - wokal (grudzień 2003 - maj 2005)
- Chris H. - bass (lipiec 2002 - wrzesień 2004)
- Theo - wokal (lipiec 2002 - grudzień 2003)

Po rozpadzie I Spoke Chris W. założył zespół Titan, natomiast Ryan - Orca.

## Dyskografia
- Faith in Chaos CD-EP (wydane przez zespół, 2003)
- A Collective Journey CD-EP (D.S. Records, 2003)
- split 7” z Panzerbjorne Fieldtrips and Friendships (The Culture Industry Records, 2004)
- split 7” z Beaumont Hamel (Sonic Deadline Records, 2005)
- Autobiography CD (Tuned to You Records / Forever Escaping Boredom, 2006) - zawiera utwory z dwóch wydanych splitów oraz trzy utwory nie publikowane wcześniej

### Utwory na składankach
- Destroying a Masterpiece na D.S. Records Compilation CD (D.S. Records, 2003)
- Selling the Myth of Nationalism na Community not Commodity (The Culture Industry Records, 2004)
- ...is Dead na Emo Apocalypse (React With Protest, 2006)